# 梅迪奥库德奥
梅迪奥库德奥，是西班牙坎塔布里亚的一个市镇。总面积27平方公里，总人口6287人（2001年），人口密度233人/平方公里。